# Васса Железнова (певица)
Васса Железнова (настоящее имя — Василина Борисовна Иванова, род. 7 августа 1997 года в  Железногорске, Курская область, Россия) — российская певица, независимый музыкант и автор песен, исполняющая инди-фолк с элементами русской народной музыки. Победитель телевизионного проекта «Новая Звезда» в 2021-м и проекта для молодых музыкантов «VK Музыка Трамплин» в 2024 году.

## Биография
Васса Железнова родилась в городе Железногорске Курской области. Начала выступать с пяти лет на сцене Дворца культуры МГОКа в родном городе. В возрасте 11 лет поступила на обучение у педагогов Игоря и Любови Пономаревых в Курске, куда родители возили её семь лет ежедневно на занятия. В подростковом возрасте девушка участвовала во множестве конкурсов, из них 7 — гран-при и более 40 наград лауреата I степени. В университете получала стипендии таланта от губернатора Курской области. Как и многие молодые музыканты, начинала путь с исполнения кавер-версий, преимущественно джазовых композиций. В 2019 году закончила Moscow Music School по программе Songwriting (написание песен). В 2021 году Васса совместно с фотографом Алисой Абдуловой представила междисциплинарный проект «tired of being a bird» и получила премию U Awards от Universal University.
Отсылка к Горькому. Васса Борисовна Железнова — героиня трагедии. Василина Борисовна (сокращенно — Васса). Мое имя.Васса о своём псевдониме в интервью журналу «Морс»
В 2021 году Васса Железнова стала победительницей вокального телешоу «Новая Звезда» на канале «Звезда», набрав 100 баллов из 100 в финале конкурса. Победная песня «Боря» написана об отце, но имеет двойную интерпретацию и может быть адресована как от женщины к мужчине, так и от дочери к отцу. Её строчка «Я стояла у реки, просила Бориной руки» заимствована из народной песни-страдания «Я гармонщика любила» села Катарач Талицкого района.
Выигранный в феврале 2022 года грант на фестивале New/Open в Екатеринбурге позволил ей записать дебютный альбом «Культурный код», который вышел в августе того же года. В записи участвовали барабанщики Пётр Михеев (Uma2rman, Zventa Sventana) и Пётр Ившин (Chuck Loeb, Брайан Cимпсон), басисты Андрей Рузняев (Чумаков), Сергей Гейер («Моральный кодекс», Артемьев). В интервью Ural Music Magazine певица отмечала, что «альбом связан с корнями, но его связь лишь в том, что он появился из вдохновения одной строчкой из пословицы, народной песни или поговорки». А на обложке используется фотография дедушки Вассы, сделанная цветной с помощью нейросети.
Альбом получил положительные отзывы критиков. Издание «Коммерсантъ» отметило, что Васса записала музыку, которую определяет как «инди-фолк для тех, кто далёк от фолка и его атрибутов», но при этом в альбоме много типичной для поп-рока акустической гитары. «Афиша Daily» подчеркнула, что альбом сочетает русский фолк с зарубежными инди-традициями, зачатым Sonic Youth и Pavement. О таланте Вассы положительно отзывались заслуженные деятели искусства композитор Максим Дунаевский и пианист Сергей Жилин.
В ноябре 2023 года вышел второй альбом «Дивное место». Вассу пригласили на музыкальную программу «Клуб „Шаболовка, 37“» на канале «Культура». 
В 2024 году Васса победила в четвёртом сезоне проекта для молодых музыкантов «VK Музыка Трамплин» и записала с Бастой совместный трек «Больше, чем всё», песня вошла в топ-100 хит-парадов VK в России, Беларуси и Азербайджане. С 2024-го певицу приглашают в составы жюри творческих конкурсов, лектором, гостем радиоэфиров культурных и музыкальных станций. Её песни регулярно попадают в музыкальные подборки редакций VK Музыка, Яндекс Музыка, МТС и других площадок. VK указал Вассу в Итогах 2024 года и вручил награду «Трамплин года».
В 2024 году Васса присоединилась к большой этнографической экспедиции по Китаю с музыкальной группой «Экспедиция Восход», в ходе которой написала сингл «Некому рассказать» и поучаствовала в съёмках документального фильма «Шёлковый путь», номинированного на Премию RuTube.

## Фестивали
- 2022 — New/Open в Екатеринбурге[8]

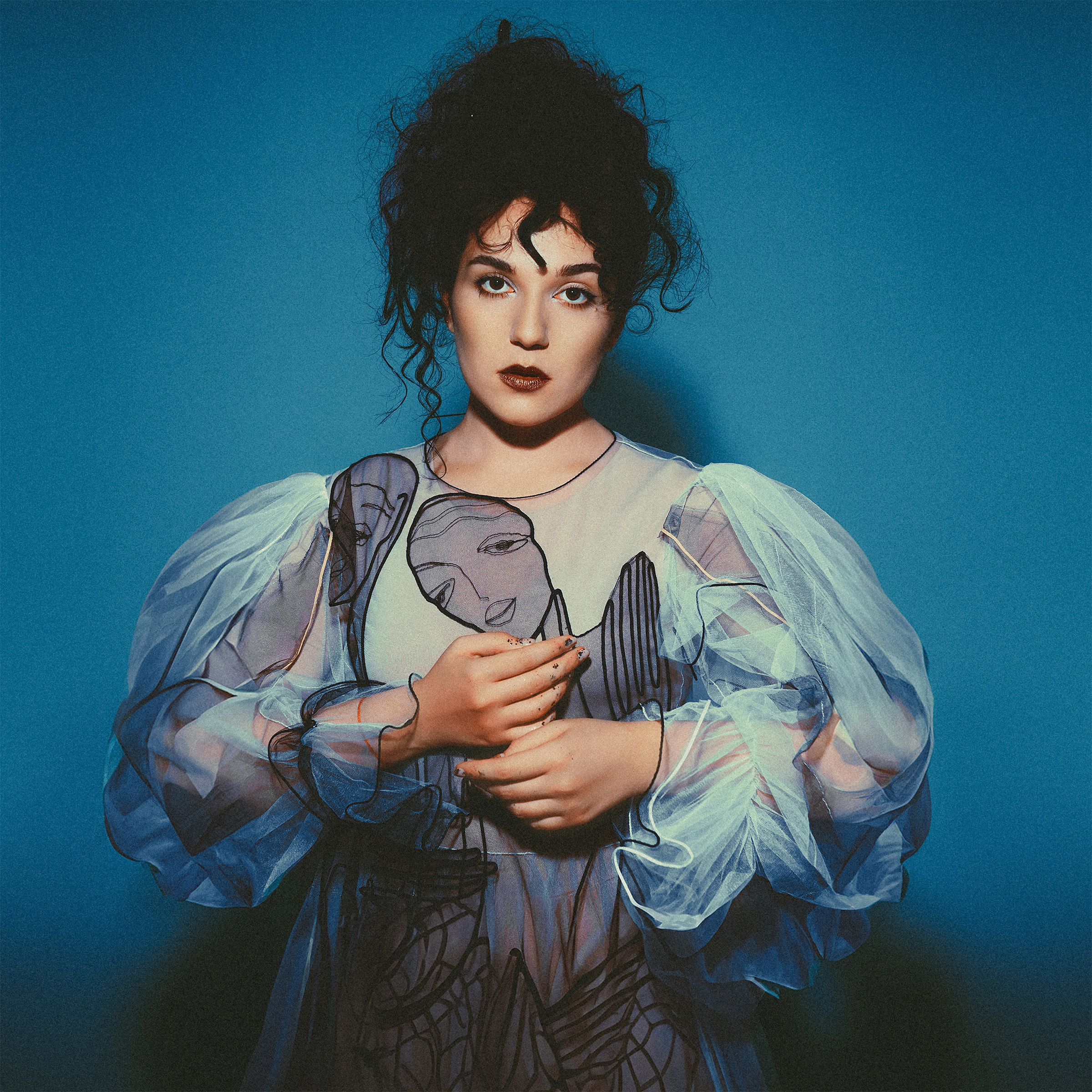
Сценический образ

- 2022 — «Стороны света» в Санкт-Петербурге[26]
- 2023 — «Порог восприятия звука» в Москве[27]
- 2023 — Moscow Music School Festival[28]
- 2023 — Ural Music Night в Екатеринбурге[18]
- 2023 — «Дикая мята» в Тульской области[29]
- 2023 — Motherland в Москве[30]
- 2024 —VK Fest в Санкт-Петербурге[31]
- 2024 — «Итиль» в Казани[32]
- 2024 — «Обряды-наряды» в Перми[33]

## Дискография
- 2020 — сингл «Вполглаза»[34]
- 2020 — сингл «Боря»[34]
- 2021 — сингл «Птица, которой не дали зерна»[11]
- 2022 — «Культурный код»[13]
- 2023 — «Дивное место»[4]
- 2024 — сингл «Больше, чем всё» (с Баста)[17]
- 2024 — сингл «Некому рассказать» (с «Экспедицией Восход»)[25]
- 2025 — сингл «Лиличка»[34]